# Pieter Huistra
Pieter Egge Huistra (* 18. Januar 1967 in Goënga, Niederlande) ist ein niederländischer ehemaliger Fußballspieler und heutiger -trainer. Er spielte unter anderem in der Eredivisie für den FC Twente, in der belgischen Ersten Division für den Lierse SK, in der J. League für Sanfrecce Hiroshima und wurde mit den Rangers aus Glasgow fünfmal schottischer Meister. Achtmal kam er auch in der niederländischen Nationalmannschaft zum Einsatz.

## Vereinskarriere
Huistra kam aus der Jugend der Drachtster Boys, einem Amateurverein aus Drachten. Mit 16 Jahren ging er zum FC Groningen. Sein Profidebüt gab der Linksaußen bei den Grünweißen in der Saison 1984/85: am 5. September 1984 wurde der 17-Jährige gegen FC Volendam in der 60. Minute für den zehn Jahre älteren Anne Mulder eingewechselt. Der junge Friese spielte hier zusammen mit Adri van Tiggelen, Erwin Koeman und FC-Groningen-Urgestein Jan van Dijk. Sein erstes Tor erzielte er am 3. November 1984. Huistra wurde in der 84. Minute eingewechselt und machte als „Joker“ den Ausgleichstreffer zum 1:1 bei AZ. Er konnte sich aber keinen Stammplatz erobern und wurde zur Saison 1986/87 an Aufsteiger BV Veendam ausgeliehen, wohin auch seine Groninger Mannschaftskameraden Anne Mulder und Harris Huizingh wechselten. Hier gehörte er von Saisonbeginn an zur Stammformation und erzielte in 33 Saisonspielen fünf Tore. Dennoch mussten die Veendamer am Saisonende zurück in die Eerste Divisie. Huistra sollte nun eigentlich zu den Grünweißen nach Groningen zurückkehren. Er hatte jedoch die Aufmerksamkeit von Kees Rijvers, dem Ex-Trainer und nunmehr technischen Direktor des FC Twente, erregt, der ihn nach Enschede holte.
Rijvers formte um Torhüter Theo Snelders, Fred Rutten, Mika Lipponen und Theo ten Caat mit den jungen Andy Scharmin und Huistra ein Team, das – nach einem Saisonstart mit einem Punkt aus sechs Spielen – am Saisonende den dritten Tabellenplatz erreichte. Der FC Twente wurde dritte Kraft in der Eredivisie, hinter Ajax und PSV; Huistra war auf Linksaußen einer der Garanten des Erfolges: in seinen drei Jahren beim FC Twente wurde der Klub dreimal Dritter; Huistra erzielte in 93 Ligaspielen 17 Tore, spielte im UEFA-Pokal und wurde Nationalspieler.
Zur Saison 1990/91 folgte er Snelders in die Scottish Premier League. Snelders spielte beim FC Aberdeen; Huistra schloss sich den Rangers aus Glasgow an. Der Verein war mit Trainer Graeme Souness zweimal in Folge Meister geworden; während Huistras erster Spielzeit wurde er durch Walter Smith abgelöst. Huistra wurde eine feste Kraft in dem Team, das eine erfolgreiche Zeit durchlebte: während seiner fünf Jahre dort wurden die Rangers weitere fünfmal in Folge Meister; Huistra spielte im Europapokal der Landesmeister und der Champions League. Der ehemalige niederländische Nationalspieler Wim Jansen, Manager von Sanfrecce Hiroshima, holte Huistra 1995 nach Japan in die J. League. In Hiroshima spielte er bis Ende der 1996er Saison; im Winter 1996/97 schloss er sich anschließend für den Rest der Spielzeit wieder seinem Ex-Verein Groningen an.
Zur Spielzeit 1997/98 ging Huistra in die belgische Erste Division zum Lierse SK. Hier war er zwei Jahre aktiv, ehe er wegen einer schweren Achillessehnenverletzung nicht mehr antreten konnte. Sein Vertrag in Lier lief zwar noch ein weiteres Jahr und er hielt sich anschließend auch, ohne dort einen Vertrag zu haben, mit Training beim RBC Roosendaal fit, kam jedoch nicht wieder auf den Platz zurück. Nach 394 Erstligaspielen in vier Ländern, in denen er 71 Tore erzielte, endete Huistras 16 Jahre lange Profikarriere.

### Stationen
als Profifußballer:
- FC Groningen (Eredivisie 1984–1986, 17 Einsätze/ein Tor)
- BV Veendam (Eredivisie 1986/87, 33/5)
- FC Twente (Eredivisie 1987–1990, 93/17)
- Rangers FC (Scottish Premier League 1990–1995, 125/22)
- Sanfrecce Hiroshima (J. League 1995–1996, 63/13)
- FC Groningen (Eredivisie 1997, 9/2)
- Lierse SK (Eerste Klasse 1997–2000, 54/11)

## Nationalmannschaft
Nach dem Gewinn der Europameisterschaft 1988 löste Thijs Libregts Rinus Michels als Bondscoach der niederländischen Elftal ab. Während Libregts in den ersten beiden Spielen nach der EM, den zwei Begegnungen der WM-Qualifikation gegen Wales und die DFB-Auswahl, erfahreneren Spielern den Vortritt ließ, konnte er in den anschließenden Freundschaftsspielen junge Spieler testen. Am 16. November 1988 schickte er im Olympiastadion Rom mit Huistra, dem Bochumer Rob Reekers, René Eijkelkamp vom FC Groningen sowie dem in der zweiten Halbzeit eingewechselten Enscheder Fred Rutten vier Debütanten auf den Rasen; dazu kamen mit Adick Koot von PSV und dem ebenfalls eingewechselten Kerkrader John van Loen zwei Spieler, die zuvor nur jeweils einen Kurzeinsatz in der Elftal gehabt hatten. Die neu zusammengewürfelte Mannschaft unterlag zwar den Italienern mit 0:1, lieferte aber kein schlechtes Spiel ab. Libregts besetzte auch in den nächsten Spielen die Linksaußenposition von Oranje mit Huistra, so auch in dem ihm im Nachhinein „wichtigsten und spannendsten Spiel“ in der Nationalelf. Am 26. April 1989 trafen die Niederlande in De Kuip in der WM-Qualifikation zum Rückspiel erneut auf den alten Rivalen Deutschland. Durch einen Treffer von Karlheinz Riedle lagen die Gastgeber nach 70 Minuten mit 0:1 zurück; der Ausgleich durch Marco van Basten fiel erst, nachdem Huistra bereits ausgewechselt war.
Im Winter 1989/90 warf eine Leistenverletzung Huistra zurück, erst im März 1990 konnte er wieder in den Spielbetrieb zurückkommen – zu spät um erneut in die Nationalmannschaft berufen zu werden. Zwar gehörte er in die engere Auswahl für den WM-Kader, schaffte es jedoch nicht in das endgültige 22-er Aufgebot für Italien, was nach seiner Meinung auch etwas mit dem Wechsel im Traineramt von Libregts zu Leo Beenhakker zu tun hatte, der Spieler von Ajax bevorzugte. Erst im April 1991, als Huistra bereits in Glasgow erfolgreich war, berief ihn Bundestrainer Rinus Michels erneut in die Mannschaft. In der EM-Qualifikation kam er in beiden Spielen gegen Finnland zum Einsatz; danach machte er gegen Polen am 11. September 1991 im Eindhovener Philips Stadion sein letztes Länderspiel.

## Trainer
Nach seiner aktiven Laufbahn wurde Huistra Trainer. Noch während er bei RBC hoffte, wieder auf den Platz zurückzukehren, erhielt er das Angebot des KNVB, als Assistent von Arno Pijpers für die niederländische U-17-Nationalmannschaft bei der EM 2000 in Israel tätig zu werden, wo das Team den dritten Platz belegte. Danach arbeitete er eine Zeitlang als Trainerassistent für die Nationalmannschaft von Hongkong und war dort außerdem für die U-17-Mannschaft verantwortlich. Ein Jahr später kehrte er zurück zum für ihn „wichtigsten Klub“, der „die Basis für seine weitere Laufbahn“ gewesen war: er wurde Jugendtrainer beim FC Groningen. Ab 2005 war er Co-Trainer von Aad de Mos bei Vitesse Arnheim. Im Jahr 2009 war er kurzzeitig als Ersatz für den verletzten Rob Witschge Trainerassistent beim AFC Ajax. Bei den Amsterdamern wurde er zur Saison 2009/10 als Trainer der zweiten Mannschaft Jong Ajax und damit als Nachfolger von Adrie Koster angestellt. Im Dezember 2009 wurde seine Verpflichtung als Cheftrainer des FC Groningen zur Saison 2010/11 bekannt. In der Saison 2010/11 führte er die Mannschaft auf den fünften Platz, verpasste jedoch im Elfmeterschießen der Playoffs die Europapokalteilnahme. Sein Vertrag galt bis Ende der Saison 2012/13, doch nachdem er in der Spielzeit 2011/12 mit dem FC nur den 14. Tabellenplatz und damit erneut das Saisonziel Europäischer Wettbewerb nicht erreicht hatte, beendete der Verein im Mai 2012 vorzeitig die Zusammenarbeit. Insgesamt stand Huistra in 68 Ligaspielen für Groningen an der Seitenlinie, von denen 27 gewonnen wurden. Zur Saison 2012/13 übernahm er das Traineramt beim Absteiger De Graafschap in der Eerste Divisie.